# Vyšný Žipov
Vyšný Žipov (maďarsky Tapolyizsép, do roku 1888 Tótizsép) je obec na Slovensku v okrese Vranov nad Topľou. Žije zde přibližně 1 100 obyvatel, rozloha katastru obce je 933 ha. 

## Poloha
Obec se nachází v údolí  řeky Topľa na přechodu Východoslovenské pahorkatiny do Nízkých Beskyd na severním okraji Pozdišovského hřbetu. Mírně zvlněné až rovinaté území obce leží v nadmořské výšce 140–297 m, střed obce leží ve výšce 155 m n. m. a je vzdáleno 12 km od Vranova nad Topľou. Povrch obce je tvořen převážně kvartérní naplaveniny Topľe, na svazích se souvislým pokryvem svahových hlín. Území je většinou odlesněné, pouze ve východní části je lesní porost, který je tvořen buky, duby a břízami.

### Sousední obce
Sousedními obcemi jsou na severu Skrabské a Petkovce, na východě Michalok, na jihovýchodě Merník, na jihu Jastrabie nad Topľou a Hlinné a na západě Čierne nad Topľou.

## Historie
První písemná zmínka o obci pochází z roku 1363, kde je uváděna jako Kysisop. Zpočátku patřila ke skrabskému panství, později k hradu Čičava. V roce 1443 měla obec 31 usedlostí, v roce 1787 žilo 472 obyvatel v 57 domech, v roce 1828 žilo v 64 domech 487 obyvatel. V roce 1869 zde žilo 537 obyvatel, v roce 1880 klesl počet  na 454 obyvatel.